# Izrael Chaim Wilner
Pour les articles homonymes, voir Wilner.
Izrael Chaim Wilner, pseudonyme Arie, Jurek (né le 14 novembre 1917 et mort le 8 mai 1943 à Varsovie) est un militant de la résistance juive pendant la Seconde Guerre mondiale, poète, agent de liaison entre l’Organisation juive de combat (pol. Żydowska Organizacja Bojowa, ŻOB) et l’Armée de l’intérieur (pol. Armia Krajowa, AK) dans la zone « aryenne », membre de l’état-major de ŻOB, combattant du soulèvement du ghetto de Varsovie.

## Biographie
Il était membre du mouvement de jeunesse juive et sioniste, Hashomer Hatzaïr. Pendant l’occupation allemande en 1942, il a participé aux missions à Cracovie et à Częstochowa, dont le but il était l’organisation de la résistance. Fin juillet 1942, juste après le début de l’action de déportation, dans le kibboutz de Dror dans la rue Dzielna 34, il a eu lieu la réunion des représentants des mouvements de jeunesse: Dror, Hashomer Hatzaïr et Bnei-Akiva. Durant cette réunion, on a pris la décision de la création de l’Organisation juive de combat. Wilner, Josef Kapłan et Szmuel Bresław représentaient Hashomer Hatzaïr.
En août 1942, on l’a envoyé dans la zone « aryenne » pour la première fois pour qu’il entre en contact avec l’état clandestin polonais. Il a contacté Henryk Woliński, pseudonyme Wacław, représentant du Département des Affaires Juives du Bureau d’Information et de Propagande de l’état-major d’Armia Krajowa, avec lequel il a discuté à propos de l’aide à l’organisation de la résistance armée, face à la situation dans le ghetto.
Dans la résistance juive, il représentait ŻOB au côté « aryen ». Avec Adolf Berman, représentant du Comité national juif (pol. Żydowski Komitet Narodowy, ŻKN ; organisation réunissant les partis sionistes et socialistes) et Leon Feiner, pseudonyme « Mikołaj », représentant de la Commission de la Coordination (pol. Komisja Koordynacyjna ; platforme de coopération entre ŻKN et Bund), ils ont été responsables des contacts avec la résistance polonaise. Il a été aussi chargé du trafic d’armes et de la transmission des informations du côté « aryen » au ghetto. Avec les autres représentants du mouvement clandestin juif, il a déclaré la volonté de la soumission de ŻOB à la Délégation du Gouvernement au Pays (pol. Delegatura Rządu na Kraj) et à l’état-major d’Armia Krajowa. En novembre 1942, ŻOB a été qualifié d’une organisation paramilitaire qui a adopté les règles et la tactique de combat d’Armia Krajowa.
En mars 1943, il a été arrêté à la zone « aryenne » par la Gestapo. Il a été torturé pendant l’enquête. On l’a fait évader de la prison et l’a transporté dans le ghetto, où à cause de son état de santé, il a subi une opération. Il restait dans l’appartement de Lutek Rotblat de la rue Muranowska 44. Icchak Cukierman l’a remplacé dans la fonction du représentant de ŻOB. 

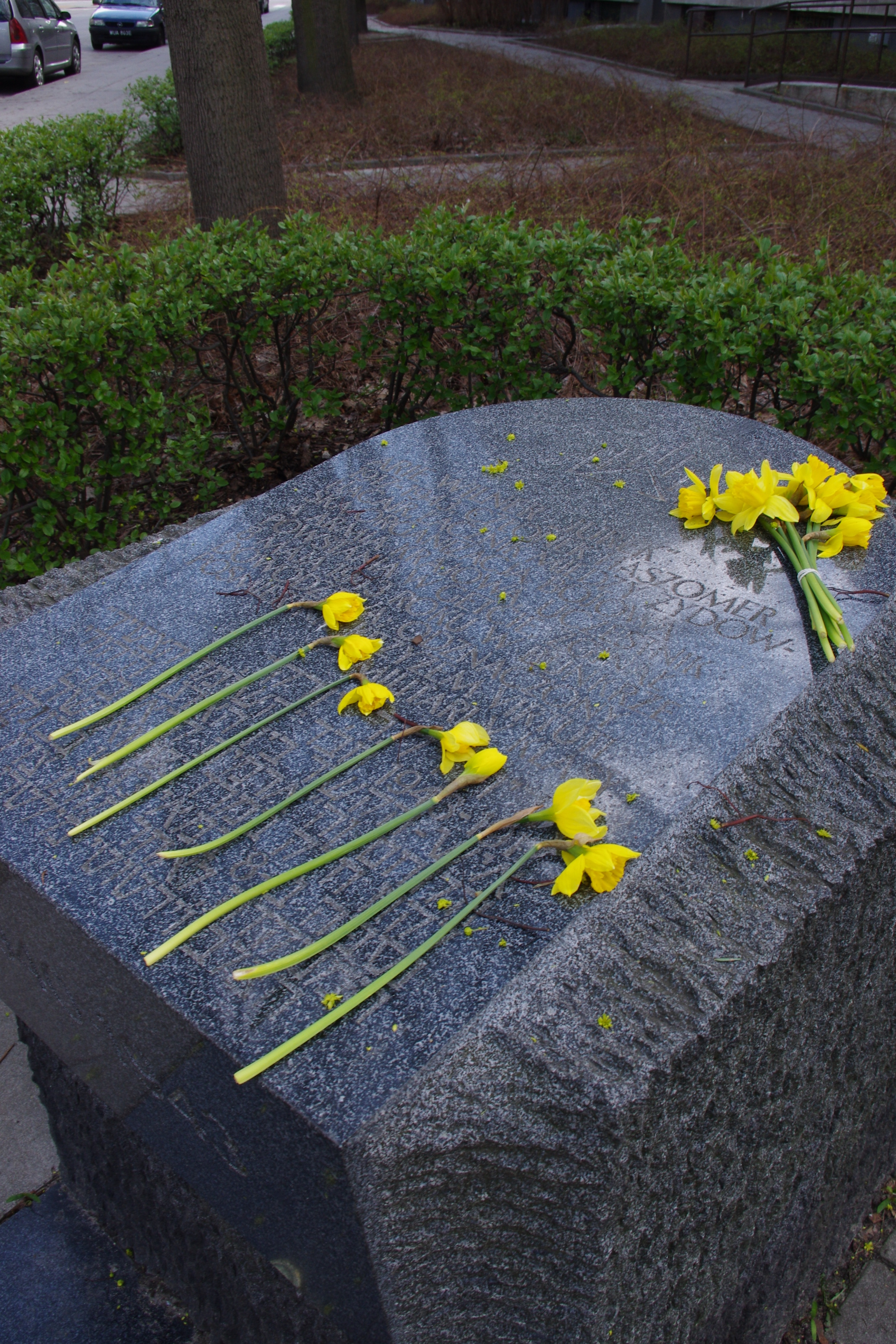
Le bloc en pierre de La Route du Martyre et de la Lutte des Juifs dans la rue Zamenhofa à Varsovie, commémorant Izrael Chaim Wilner

Dans la conversation avec Henryk Woliński sur les motifs du soulèvement il aurait dit : Nous ne voulons pas sauver notre vie. Personne ne sortira vivant d'ici. Nous voulons sauver la dignité humaine.
Après le début du soulèvement du ghetto le 19 avril 1943, Wilner et le groupe de combat sous son commandement ont combattu dans le ghetto central, dans les rues Zamenhofa, Miła et Franciszkańska. Le 8 mai 1943, quand les Allemands ont découvert le bunker de la rue Miła 18 où il y avait le siège de l’état-major de ŻOB, il s’est suicidé avec les autres combattants.
Selon la relation de Tosia Altman qui a été dans le bunker ce jour-là et est sorti par les canaux avec un groupe guidé par Szymon Ratajzer, pseudonyme « Kazik » le 10 mai 1943 dans la rue Prosta 51, c’était Arie Wilner qui aurait dit aux insurgés : Combattants, tirez sur vous-mêmes. La dernière balle est nôtre. Nous ne tomberons pas vivants entre les mains des Allemands!.
Arie Wilner et les autres combattants sont enterrés dans une fosse commune dans le bunker de la rue Miła, parce qu’on n’a pas fait d’exhumations après la guerre.

## Distinctions et commémoration
Le 19 avril 1945, il a été décoré à titre posthume du Croix d’argent de l’ordre Virtuti Militari.
Arie Wilner a été commémoré sur l’un des blocs en pierre de La Route du Martyre et de la Lutte des Juifs, situé dans la rue Zamenhofa. Son nom est aussi gravé sur l’obélisque dans l’ancienne rue Miła, près du Monticule d’Anielewicz.